# Joyeuse (affluent de l'Isère)
Pour les articles homonymes, voir Joyeuse.
La Joyeuse est une rivière française, en région Auvergne-Rhône-Alpes, dans les départements de l'Isère et de la Drôme et un affluent droite de l'Isère, et donc sous-affluent du Rhône.

## Géographie
De 18,3 km de longueur, la rivière, qui se présente sous la forme d'un cours au débit fluctuant selon les saisons, prend sa source sur les hauteurs de la commune Montagne (Isère) à plus de 500 m d'altitude, sur le Plateau de Chambaran.
La rivière s'écoule quasi continuellement vers le sud-ouest, passant ainsi du département de l'Isère au  département de la Drôme. Elle conflue avec l'Isère aux limites des communes de Saint-Paul-les-Romans et de Romans-sur-Isère dont elle sépare les territoires.

### Communes, cantons et départements traversés
- Communes de l'Isère

Montagne (source), Saint-Lattier (limite avec Chatillon-Saint-Jean) .
- Communes de la Drôme

Montmiral, Parnans, Chatillon-Saint-Jean, Saint-Paul-les-Romans et Romans-sur-Isère (la confluence avec l'Isère est à la limite des deux dernières communes)

### Bassin versant
La Joyeuse traverse une seule zone hydrographique « L'Isère du ruisseau de Béaure au Riousset inclus » (W341) de 11 376 km2 de superficie.

## Hydronymie

### Attestations
Dictionnaire topographique du département de la Drôme :
- 960 : Aqua Jeusia (cartulaire de Romans, 81).
- 1150 : Aqua que dicitur Jeusa (cartulaire de Romans, 313).
- 1150 : Aqua Geuse et Ceuse (cartulaire des hospitaliers, 54).
- 1215 : Giosa (cartulaire des hospitaliers, 78).
- 1225 : Geusam (cartulaire des hospitaliers, 369).
- 1248 : Geusa (archives de la Drôme, E 720).
- 1420 : rivus Joyose (terrier de Saint-Barnard).
- XVe siècle : Aqua Giouse (archives de la Drôme, fonds de Saint-Paul-lès-Romans).
- 1489 : Geosa (terrier de Parnans).
- 1612 : le Rifz de la Joueuse (archives de la Drôme, fonds de Saint-Paul-lès-Romans, 69).
- 1625 : la rivière de Josy (archives de la Drôme, fonds de Saint-Paul-lès-Romans, 69).
- 1625 : Jouieuse (archives de la Drôme, fonds de Saint-Paul-lès-Romans, 69).
- 1650 : Jouyeuse (archives de la Drôme, fonds de Saint-Paul-lès-Romans, 69).
- 1891 : La Joyeuse, ruisseau qui a sa source dans la forêt de Thivoley, traverse les communes de Montmiral, Parnans, Châtillon-Saint-Jean et Saint-Paul-lès-Romans, pour se jeter dans l'Isère après un cours de 16,74 kilomètres.

## Hydrologie
En 1891, sa largeur moyenne était de 3,20 m, sa pente de 204 m, son débit ordinaire de 0,125 m3, extraordinaire de 40 m3.
En amont du lieu dit le Sabot (commune de Montmiral), la Joyeuse est à sec la majeure partie de l'année[réf. nécessaire].

## Affluents
Cette petite rivière est rejointe par quelques petites ruisseaux s'écoulant sur des pentes à la déclivité modeste de la Drôme des collines. On peut noter :
- l'Aygala (4,5 km) [3]
- le Ruisseau de Moucherand (3,1 km) [4]
- le Merdalon (3,6 km) [5]

### Rang de Strahler
Donc son rang de Strahler est de deux.

## Aménagements et écologie
- ZNIEFF de la confluence de l'Isère et de la Joyeuse

Après être passée sous le pont de Buissières qui marque l'entrée de cet espace naturel écologique, la Joyeuse trace des méandres entre des aulnes glutineux et les peupliers noirs, alternant des passages de courant rapide avec des secteurs plus calmes. Ce secteur héberge des martins-pécheurs et des nids de hérons pourprés pourtant peu répandus dans la région. Le randonneur peut également observer des chauves-souris de type vespertilion à moustache sous le pont. Sur les bords de la Joyeuse, on peut également découvrir le triton palmé et la salamandre tachetée. Quelques espèces de libellules volent dans le même secteur telles que le cordulégastre annelé.